# Lärande i arbete
Lärande i arbete (LIA) är en term som används inom Yrkeshögskolan. Det är den delen av utbildningen som är praktik och förlagd till en arbetsplats. Den ska normalt utgöra en fjärddel av den totala undervisningstiden.